# نظام‌شهر
نظام‌شهر، یکی از شهرهای بخش روداب شهرستان نرماشیر در استان کرمان ایران است. این شهر، مرکز بخش روداب است.

## جمعیت
بر پایه سرشماری عمومی نفوس و مسکن در سال ۱۳۹۵، جمعیت شهر نظام‌شهر برابر با ۲٬۴۲۶ نفر (۷۴۳ خانوار) بوده‌است.